# Gerardo Soto y Koelemeijer
Gerardo Soto y Koelemeijer (Alkmaar, 17 augustus 1975) is een Spaans-Nederlands schrijver.
Gerardo Soto y Koelemeijer werd geboren als tweede kind van een Spaanse vader en een Nederlandse moeder. 
In zijn jeugd werd hij vier keer Nederlands kampioen turnen. Een jaar lang trainde hij op het turninternaat te Papendal. 
Na het behalen van zijn vwo-diploma studeerde hij Technische Wiskunde aan de Technische Universiteit Delft. Hij promoveerde aan dezelfde universiteit bij de vakgroep wiskundige systeemtheorie. Het onderzoek betrof "The behaviour of some classes of (min,max,+) systems". Tijdens zijn promotie haalde hij zijn propedeuse Talen en Culturen van Latijns-Amerika, filosofie en politicologie. In 2005 studeerde hij af in de literatuurwetenschap aan de Universiteit Leiden met de scriptie "De verhouding tussen ideologie en subject bij Louis Althusser en Kaja Silverman".
In 2003 werd hij tweede bij de verhalenwedstrijd van het Vlaamse literaire tijdschrift De Brakke Hond met het verhaal De Ham. In augustus 2006 verscheen zijn debuutroman Armelia, een familiegeschiedenis aan de vooravond van de Spaanse Burgeroorlog. Daaropvolgend verscheen in 2013 zijn roman 'De gestolen kinderen', gebaseerd op een waargebeurd verhaal. In 2019 heeft hij een uitgeverij opgericht, Anabasis, waarbij datzelfde jaar zijn derde roman verschenen is. 
Gerardo is docent wiskunde in het voortgezet onderwijs (Stedelijk Gymnasium Leiden) en is als postdoc gelieerd aan de Universiteit Leiden. Hij geeft lezingen over wiskunde(onderwijs) en over literatuur.
Hij schreef twee boeken met verhalen en essays over wiskunde. Tevens was het onderwerp van zijn proefschrift inspiratie voor een boekje als keuzeonderwerp voor de tweede fase van het vwo.